# Battaglia di San Giorgio
La battaglia di San Giorgio fu combattuta dall'Armata d'Italia al comando di Napoleone Bonaparte e dall'esercito austriaco, guidato dal feldmaresciallo Dagobert von Wurmser, nei pressi della città di Mantova tra il 14 ed il 15 settembre 1796. La vittoria francese costrinse le forze austriache ad asserragliarsi nella città alle loro spalle e ad andare incontro ad un lungo estenuante assedio.

## Contesto storico
Napoleone Bonaparte prese il comando dell'Armata d'Italia nel marzo del 1796. Con un esercito trascurato e quasi privo di risorse riesce ripetutamente a sconfiggere gli austriaci ed i piemontesi, costringendo i primi a ritirarsi nel Tirolo ed i secondi ad un armistizio e poi alla pace. I francesi iniziarono quindi ad assediare Mantova, reputata la chiave per il controllo della penisola da parte degli austriaci.
Nel tentativo di liberare la città dall'assedio e respingere l'avanzata francese, la corte asburgica invia in Italia il feldmaresciallo von Wurmser, alla guida di un nuovo esercito di circa 50 000 uomini. Sceso dalle valli trentine, costringe Napoleone ad interrompere l'assedio di Mantova e ad indietreggiare dietro al Mincio. In seguito ad un incredibile sfoggio di abilità militare, sfruttando la separazione delle due colonne, Napoleone riesce a respingere sia il luogotenente di Wurmser, Quosdanovich, a Lonato, sia Wurmser stesso a Castiglione, forzandoli a tornare nel Tirolo dopo nemmeno due settimane di scontri.

## Antefatti

### La campagna di Bassano
Dopo aver rafforzato Mantova con una nuova guarnigione e distrutto le opere di assedio francesi, Wurmser si ritirò immediatamente nel Trentino. Radunato il proprio esercito a Trento, ricevette nuovi ordini: dividere le proprie forze a metà, lasciandone una parte a bloccare l'accesso al Tirolo e proseguendo lungo la valle del Brenta con l'altra, puntando a liberare Mantova.
Parallelamente, Napoleone ricevette ordini di procedere all'invasione del Tirolo, al fine di ricongiungersi alle forze del generale Moreau una volta passato il Brennero. Napoleone, dopo l'ennesima vittoria sugli austriaci a Rovereto, venne a sapere da alcuni prigionieri degli spostamenti di Wurmser, decidendo di ignorare le direttive ricevute e procedere all'inseguimento dell'esercito austriaco nella valle del Brenta. Nonostante i numerosi giorni di vantaggio, la velocità di marcia delle truppe francesi fu tale da permettere loro di riuscire a raggiungere la colonna di Wurmser a Bassano. Dopo la battaglia, le truppe austriache si spezzarono in due: un lato si ritirò in direzione di Trieste, come previsto da Napoleone, mentre l'altro, dove era presente Wurmser si diresse in direzione di Mantova.

### La corsa verso Mantova
Contrariamente alle previsioni del generale Bonaparte, il feldmaresciallo von Wurmser, dopo essersi congiunto con la divisione del generale Mészáros, non decise di ripiegare su Trieste ma prese invece la sorprendente iniziativa di continuare a marciare verso l'Adige e Mantova. Questa inattesa manovra avrebbe messo in difficoltà i francesi e avrebbe costretto il comandante dell'Armata d'Italia ad organizzare un inseguimento in velocità, spronando ancora una volta i suoi soldati al massimo sforzo nel tentativo di tagliare la strada al nemico.

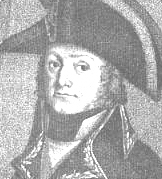
Il generale Charles Kilmaine.

I piani del generale Bonaparte furono però vanificati dalla mancata difesa di Legnago e del suo ponte sull'Adige che permise al feldmaresciallo von Wurmser di trovare una via di scampo e di trasferirsi a sud del fiume. La difesa di Legnago spettava al generale Kilmaine che tuttavia, impegnato a sbarrare la strada di Verona, evacuò la guarnigione senza distruggere il ponte; le truppe del generale Sahuguet che, provenienti da Mantova, avrebbero dovuto prendere il suo posto, non giunsero in tempo e quindi gli austriaci poterono occupare la città ed attraversare l'Adige il 10 settembre.
Il generale Bonaparte accolse con forte disappunto queste cattive notizie e diramò subito una nuova serie di ordini per organizzare l'accerchiamento del nemico; il generale Augereau avrebbe dovuto interrompere immediatamente l'avanzata su Padova e dirigersi invece a tappe forzate su Legnago all'inseguimento degli austriaci, mentre il generale Massena avrebbe tentato di anticiparli attraversando l'Adige tra Verona e Legnago e sbarrando la strada di Mantova; infine il generale Sahuguet avrebbe dovuto impegnare una parte delle sue forze a nord di Mantova.
I generali Massena e Augereau avanzarono con grande velocità per cercare di eseguire i piani del generale Bonaparte; la divisione del generale Massena attraversò l'Adige a Ronco e percorse 170 chilometri in sei giorni, mentre gli uomini del generale Augereau marciarono per quasi 195 chilometri affrontando scontri sporadici contro i distaccamenti del nemico. Tuttavia, nonostante questi grandi sforzi ed i sacrifici dei soldati francesi, il feldmaresciallo von Wurmser, combattivo ed energico nonostante le precedenti sconfitte, riuscì a sfuggire alla trappola e al contrario ottenne alcuni successi. Le avanguardie del generale Massena, al comando del generale Pijon furono infatti sorprese, isolate e sconfitte a Cerea, mentre il grosso della divisione era attardato avendo sbagliato strada; lo stesso generale Bonaparte fu coinvolto negli scontri e rischiò di essere catturato dagli austriaci. Il feldmaresciallo von Wurmser quindi proseguì verso Sanguinetto, il 12 settembre raggiunse Villimpenta ed il 14 settembre sconfisse a Due Castelli il debole reparto francese inviato da Mantova al comando del generale Charton.
Il feldmaresciallo von Wurmser quindi riuscì ad entrare a Mantova da sud e si ricongiunse con la guarnigione assediata; egli disponeva ora in totale di circa 33 000 soldati, di cui 25 000 disponibili per il combattimento e circa 5 000 malati e feriti. Con queste forze il comandante in capo austriaco prese posizione a nord-est della città tra La Favorita e San Giorgio; egli intendeva affrontare la battaglia e sperava, dopo aver sconfitto il nemico, di potersi aprire nuovamente la strada verso Legnago e l'Adige con il grosso delle sue forze.
Il generale Bonaparte prese energiche misure per fronteggiare la situazione, bloccare l'esercito austriaco e possibilmente conquistare finalmente la fortezza di Mantova; il 13 settembre il generale Louis André Bon, al comando in sostituzione del generale Augereau, aveva conquistato d'assalto Legnago e il giorno seguente raggiunse Governolo, mentre il generale Massena occupò Due Castelli. Il generale Bonaparte schierò sull'ala destra, a La Favorita, le truppe del generale Sahuguet; egli disponeva di circa 25 000 soldati intorno a Mantova e intendeva sferrare subito un attacco generale.

## La battaglia

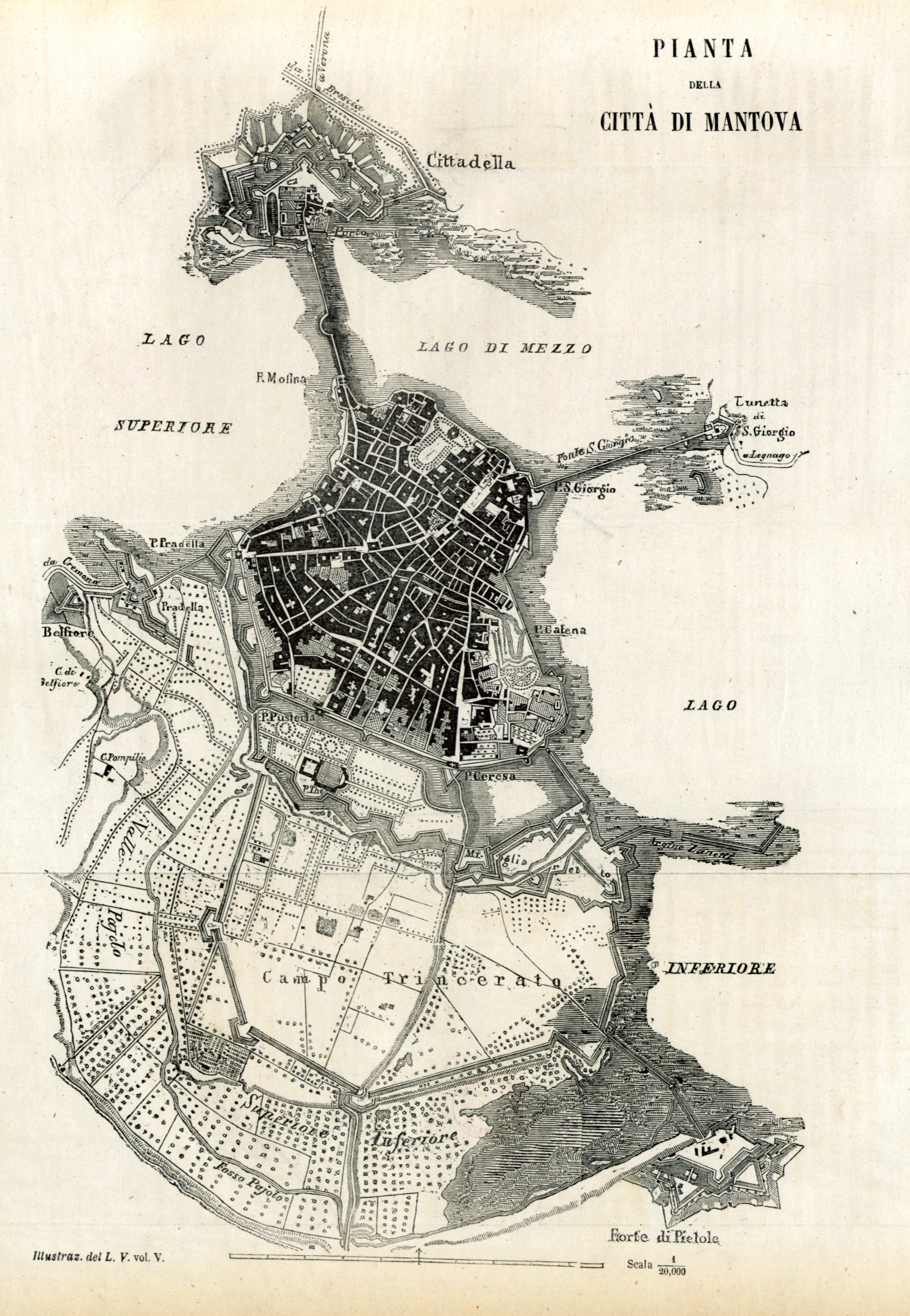
Mappa della città di Mantova. Ad est, San Giorgio

La battaglia del 15 settembre fu aspramente combattuta; il generale Bon avanzò inizialmente da Governolo lungo il Mincio fino a San Giorgio, ma le riserve austriache intervennero e i francesi furono fermati e dovettero cedere una parte del terreno conquistato. Sulla destra il generale Sahuguet fece alcuni progressi, impegnando una parte delle forze nemiche fino all'arrivo al centro del generale Massena con la sua divisione che sferrò l'attacco frontale in colonne serrate. Duri scontri proseguirono durante la giornata e gli austriaci si batterono accanitamente sotto la guida del feldmaresciallo von Wurmser che, consapevole dell'importanza di mantenere le posizioni per evitare di essere respinto dentro la fortezza di Mantova, cercò anche di contrattaccare. I francesi subirono perdite ed anche i generali Joachim Murat, Lannes e Victor rimasero feriti; infine la divisione del generale Massena riuscì a conquistare definitivamente San Giorgio ed a costringere gli austriaci a ritirarsi nella fortezza; i francesi catturarono 3 000 prigionieri, tre bandiere e undici cannoni.
Il feldmaresciallo von Wurmser dovette quindi, dopo la sconfitta a San Giorgio, ripiegare con tutte le sue forze dentro Mantova; dopo un ultimo tentativo austriaco di riaprire le vie di comunicazione, fallito il 24 settembre, il generale Kilmaine, incaricato dal generale Bonaparte di stringere d'assedio la fortezza, riuscì a conquistare alcune importanti posizioni ed a completare il 1º ottobre il blocco completo della piazzaforte. Il generale Bonaparte ritenne di non essere in grado per il momento di assaltare la fortezza e decise di limitarsi a riprendere l'assedio di cui fu incaricato il generale Kilmaine con soli 6 000 soldati; il comandante in capo dell'Armata d'Italia era stato informato dal Direttorio alla metà di settembre del fallimento delle operazioni francesi in Germania e della ritirata del generale Moreau. Diveniva quindi impossibile prendere contatto con quest'ultimo attraverso il Tirolo ed al contrario bisognava considerare la concreta possibilità dell'arrivo di nuovi rinforzi austriaci sul fronte italiano per accorrere in aiuto del feldmaresciallo von Wurmser.

## Conseguenze
Al di là delle perdite subite in quest'ultima battaglia, l'intera campagna di Wurmser si era tramutata in un fallimento quasi senza precedenti: non solo aveva fallito nel tentativo di sconfiggere Napoleone, ma aveva anche perso numerosi uomini tra morti, feriti e prigionieri nelle ultime due settimane e adesso si trovava rinchiuso a Mantova, incapace di uscirne con le proprie forze, con una guarnigione grande quasi il triplo da sfamare. L'unica speranza per la salvezza sua e dei suoi uomini era l'arrivo di un esercito austriaco dall'esterno.
Durante le numerose battaglie della campagna di Bassano l'esercito austriaco perse circa 27 000 soldati in totale, tra cui 3 000 morti, 6 000 feriti, 18 000 prigionieri, vennero catturati dai francesi dell'Armata d'Italia 75 cannoni e 22 bandiere; il feldmaresciallo entrò a Mantova con circa 16 000 soldati, mentre altri 10 000 soldati al comando dei generali Davidovich e Quosdanovich riuscirono a riparare in salvo in Tirolo e in Friuli.
L'Armata d'Italia aveva aspramente combattuto e aveva perso nelle battaglie circa 7 500 uomini, tra cui 1 800 morti, 4 300 feriti e 1 800 prigionieri e dispersi; il generale Bonaparte, dopo aver rinunciato ad attaccare immediatamente la fortezza di Mantova, schierò la divisione del generale Vaubois a Trento, mentre il generale Massena presidiava la linea dell'Adige e il generale Augereau occupava nuovamente Verona. Nonostante non fosse riuscito ad accerchiare l'esercito austriaco e ad impedire al feldmaresciallo von Wurmser di entrare a Mantova, il generale Bonaparte aveva concluso con successo anche questa fase della campagna d'Italia; ben presto le numerose truppe austriache accerchiate, quasi 30 000 uomini, avrebbero subito un continuo indebolimento a causa della carenza di viveri con conseguente diffusione di malattie e denutrizione tra i soldati.
Il generale Bonaparte mostrò nuovamente durante la campagna culminata nella battaglia di Bassano grande abilità strategica; dopo aver rinunciato ai suoi propositi iniziali di riunirsi con l'armata del generale Moreau attraverso il Tirolo, il generale seppe reagire prontamente all'offensiva austriaca lungo la valle del Brenta e condusse con grande energia l'audace avanzata alle spalle del nemico, anticipando i suoi piani e sconvolgendo il suo schieramento. Egli seppe soprattutto sfruttare l'entusiasmo e la resistenza dei suoi soldati, che durante la campagna marciarono e combatterono incessantemente fino a costringere il nemico a rinchiudersi all'interno della fortezza di Mantova. La campagna di Bassano, caratterizzata dal frenetico inseguimento del nemico e dal continuo variare delle combinazioni strategiche ideate dal comandante in capo dell'Armata d'Italia, confermò la capacità di analisi strategica del generale Bonaparte e il suo genio di condottiero, accrescendo ancora la sua fama come vero proconsole d'Italia e, dopo le sconfitte sul fronte tedesco dei generali Moreau e Jean-Baptiste Jourdan, come solo generale vittorioso della Repubblica.